# Тукумс (район)
Тукумс (на латвийски: Tukuma rajons) е район в Югозападна Латвия. Административен център е град Тукумс. Населението на района е 53 734 души, а територията е 2450 km2.
Районът граничи с районите Салдус на югозапад, Валмиера на изток, Добеле на юг, Балтийско море, районите Рига и Йелгава на североизток, Талси на север.

## Градове
- Кандава
- Тукумс

### Други населени места
| - Ване - Виесатас - Деголе - Джуксте - Енгуре - Занте - Ирлава - Лапмежциемс |  | - Лестене - Пуре - Семе - Слампе - Смарде - Туме - Яунпилс - Яунсати |